# ビデオ・グレイテスト・ヒッツ〜ヒストリー
ビデオ・グレイテスト・ヒッツ〜ヒストリー（Video Greatest Hits – HIStory）は、アメリカ合衆国のミュージシャン、マイケル・ジャクソンのミュージック・ビデオを収録したビデオ作品。
ジャクソンのアルバム、『ヒストリー』の1枚目（『グレイテスト・ヒッツ~ヒストリー Vo.1』）に収録された楽曲のショートフィルムが収録されている。当初、VHSで発売されたが、その後DVDで再発売している。DVDでは「バッド」「ザ・ウェイ・ユー・メイク・ミー・フィール」がロング・バージョンで収録された。

## 収録曲
1. ブレイス・ユアセルフ-ア・カレイドスコープ・オブ・マイケル・ジャクソン・ヒストリー
2. ビリー・ジーン
3. ザ・ウェイ・ユー・メイク・ミー・フィール
4. ブラック・オア・ホワイト
5. ロック・ウィズ・ユー
6. バッド
7. スリラー
8. 今夜はビート・イット
9. リメンバー・ザ・タイム
10. 今夜はドント・ストップ
11. ヒール・ザ・ワールド
12. クレジット